# جادوی آلبالو! سی سال باکرگی می‌تواند تو را یک جادوگر کند؟!
جادوی آلبالو! سی سال باکرگی می‌تواند تو را یک جادوگر کند؟! ( (ژاپنی: 30歳まで童貞だと魔法使いになれるらしい هپبورن: Sanjūsai made Dōtei Da to Mahōtsukai ni Nareru rashii) یک مانگای ژاپنی یائویی از یو تویاتا است که برای اولین بار آن را در حسابش در توییتر و پیکسیو در ژانویه ۲۰۱۸ منتشر کرد و بعد از آنکه توسط گان‌گان کامیکس استخدام شد، این مانگا به شکل دیجیتال توسط Pixiv Comics انتشار یافت.
بین ۹ اکتبر تا ۲۴ دسامبر ۲۰۲۰ یک سریال تلویزیونی ساخته شده بر اساس این مانگا در تی‌وی توکیو پخش شد.
همچنین یک انیمه ساخته شده بر اساس این مانگا توسط Satelight نیز بین ژانویه تا مارس ۲۰۲۴ پخش شد.
داستان این مانگا شخصی به نام اداچی است که بعد از سی‌سالگی قدرت این را پیدا می‌کند تا فکر کسانی که لمس می‌شوند را بخواند و بعد از تصادفی خوردن به یکی از همکارانش با نام کوروساوا در آسانسور متوجه می‌شود که وی مدت زیادی است روی آداچی کراش دارد.